# Australian Defence League
Australia Defence League (ADL) este o gașcă⁠(d) naționalistă și de extremă dreapta. Grupul este cunoscut pentru activitățile sale islamofobe, amenințări teroriste, abuzuri, doxxing⁠(d) și hărțuire. Acesta a fost înființat în 2009 în Sydney, fiind o filială a mișcării English Defence League.

## Istoric

#### Activități
În 2014, grupul a a intrat în atenția mass-mediei naționale după ce s-a descoperit că membrii și adepții ADL urmăreau și fotografiau femeile musulmane în transportul public, abuzau verbal musulmanii, afișau postere islamofobe în apropierea moscheilor și amenințau că vor arunca în aer o școală islamică.
Mai târziu, în același an, s-au tras focuri de armă asupra casei fostului președinte al ADL, fapt considerat de poliție drept o posibilă răzbunare pentru amenințările cu bombă. Ca urmare a presiunilor puse de susținătorii campaniei #illridewithyou, Facebook a închis paginile grupului.
La 22 decembrie 2014, doi membri ai ADL implicați într-un conflict violent în fața moscheii Lakemba din Sydney au fost arestați și acuzați de agresiune⁠(d)și comportament neadecvat. Aceștia au fost condamnați și închiși timp de cinci săptămâni.
În 2014 și 2015, grupul a fost implicat în protestele Vocile lui Bendigo și Opriți Moscheea Bendigo. Acesta a fost unul din numeroasele grupuri de extremă dreapta - printre care și Q Society⁠(d), Reclaim Australia⁠(d), True Blue Crew și United Patriots Front - care s-au opus construirii unei moschei de 3 milioane de dolari și a unui centru comunitar islamic în Bendigo, Victoria⁠(d).